# Centro Sportivo Prata di Pordenone 2023-2024
Questa voce raccoglie le informazioni riguardanti il Centro Sportivo Prata di Pordenone nelle competizioni ufficiali della stagione 2023-2024.

## Stagione
Nella stagione 2023-24 il Centro Sportivo Prata di Pordenone assume la denominazione sponsorizzata di Tinet Prata di Pordenone.
Partecipa per la terza volta, la seconda consecutiva, al campionato di Serie A2 classificandosi quinta al termine della regular season: la posizione le permette di accedere ai play-off promozione, dove viene eliminata ai quarti di finale dalla Lupi Santa Croce.
La posizione in regular season consente al club di accedere anche alla Coppa Italia di Serie A2, dove viene eliminato nei quarti di finale dalla Porto Robur Costa.

## Organigramma societario
Area direttiva
- Presidente: Maurizio Vecchies
- Vicepresidente: Giovanni Bertolo
- Direttore generale: Dario Sanna
- Direttore sportivo: Luciano Sturam
- Team manager: Vigilio Padoin
- Segreteria generale: Federica Volpicina

Area tecnica
- Allenatore: Dante Boninfante
- Allenatore in seconda: Samuele Papi
- Assistente allenatore: Andrea Brusadin
- Scout man: Filippo Pugnalini
- Responsabile settore giovanile: Francesco Gagliardi

Area comunicazione
- Addetto stampa: Mauro Rossato

Area sanitaria
- Medico sociale: Andrea Piccinin
- Preparatore atletico: Carlo Carra, Valter Durigon
- Fisioterapista: Alessandro Scarabel, Luca Vivan

## Rosa
| N° | Nome               | Ruolo | Data di nascita   | Nazionalità sportiva |
| -- | ------------------ | ----- | ----------------- | -------------------- |
| 1  | Alberto Baldazzi   | O     | 17 agosto 1998    | Italia               |
| 2  | Nicolò Katalan     | C     | 15 ottobre 1998   | Italia               |
| 3  | Alessio Alberini   | P     | 3 marzo 1998      | Italia               |
| 5  | Alex Aiello        | L     | 2 marzo 2002      | Italia               |
| 6  | Manuele Lucconi    | O     | 9 febbraio 1999   | Italia               |
| 7  | Simone Scopelliti  | C     | 5 aprile 1994     | Italia               |
| 8  | Carlo De Angelis   | L     | 10 gennaio 1996   | Italia               |
| 9  | Andrea Pegoraro    | C     | 1º settembre 2003 | Italia               |
| 10 | Giuseppe Bellanova | P     | 10 gennaio 2003   | Italia               |
| 12 | Jernej Terpin      | S     | 21 giugno 1996    | Italia               |
| 14 | Michal Petráš      | S     | 5 dicembre 1996   | Slovacchia           |
| 17 | Dario Iannaccone   | S     | 24 luglio 2001    | Italia               |
| 18 | Ranieri Truocchio  | S     | 12 marzo 2004     | Italia               |

## Mercato
| Acquisti | Acquisti           | Acquisti          | Acquisti   |
| R.       | Nome               | da                | Modalità   |
| -------- | ------------------ | ----------------- | ---------- |
| L        | Alex Aiello        | Modica            | definitivo |
| P        | Alessio Alberini   | Libertas Brianza  | definitivo |
| P        | Giuseppe Bellanova | Motta             | definitivo |
| S        | Dario Iannaccone   | Normanna Aversa   | definitivo |
| O        | Manuele Lucconi    | Callipo           | definitivo |
| S        | Jernej Terpin      | Callipo           | definitivo |
| S        | Ranieri Truocchio  | Porto Robur Costa | definitivo |

| Cessioni | Cessioni            | Cessioni         | Cessioni   |
| R.       | Nome                | a                | Modalità   |
| -------- | ------------------- | ---------------- | ---------- |
| P        | Mattia Boninfante   | Modena           | definitivo |
| C        | Matteo Bortolozzo   | Motta            | definitivo |
| S        | Manuel Bruno        | Bari             | definitivo |
| P        | Antonio De Giovanni | Futura Cordenons | definitivo |
| S        | Antonio De Paola    | Sabaudia         | definitivo |
| S        | Fabrizio Gambella   | Futura Cordenons | definitivo |
| O        | Miguel Gutiérrez    | Altekma          | definitivo |
| O        | Simon Hirsch        | Nice             | definitivo |
| S        | Luca Porro          | Padova           | definitivo |

## Risultati

### Serie A2

#### Girone di andata
| 1ª Giornata - 14 ottobre 2023 PalaCrisafulli, Pordenone               | Prata             | 3 - 2 | Tricolore         | 25-23, 25-27, 19-25, 25-21, 15-12 |
| 2ª Giornata - 22 ottobre 2023 PalaParenti, Santa Croce sull'Arno      | Emma Villas       | 2 - 3 | Prata             | 19-25, 26-24, 14-25, 26-24, 11-15 |
| 3ª Giornata - 28 ottobre 2023 PalaCrisafulli, Pordenone               | Prata             | 3 - 0 | Lupi Santa Croce  | 25-23, 27-25, 25-18               |
| 4ª Giornata - 1º novembre 2023 PalaFrancescucci, Casnate con Bernate  | Libertas Brianza  | 1 - 3 | Prata             | 23-25, 25-27, 25-16, 12-25        |
| 5ª Giornata - 4 novembre 2023 PalaCrisafulli, Pordenone               | Prata             | 3 - 0 | Virtus Aversa     | 25-22, 31-29, 25-17               |
| 6ª Giornata - 11 novembre 2023 Palasport Grottazzolina, Grottazzolina | M&G               | 3 - 1 | Prata             | 20-25, 25-18, 25-21, 25-13        |
| 7ª Giornata - 18 novembre 2023 PalaCrisafulli, Pordenone              | Prata             | 3 - 0 | Impavida Ortona   | 25-14, 25-21, 25-23               |
| 8ª Giornata - 26 novembre 2023 Pala Santa Maria, Pineto               | Pineto            | 0 - 3 | Prata             | 24-26, 24-26, 20-25               |
| 9ª Giornata - 2 dicembre 2023 PalaCrisafulli, Pordenone               | Prata             | 3 - 0 | Atlantide Brescia | 25-22, 25-23, 25-18               |
| 10ª Giornata - 7 dicembre 2023 PalaDeAndré, Ravenna                   | Porto Robur Costa | 3 - 2 | Prata             | 10-25, 25-23, 25-14, 22-25, 15-11 |
| 11ª Giornata - 9 dicembre 2023 PalaCrisafulli, Pordenone              | Prata             | 3 - 0 | New Mater         | 25-16, 25-22, 25-19               |
| 12ª Giornata - 17 dicembre 2023 PalaCastagnaretta, Cuneo              | Cuneo             | 3 - 0 | Prata             | 28-26, 25-22, 25-20               |
| 13ª Giornata - 26 dicembre 2023 PalaCrisafulli, Pordenone             | Prata             | 2 - 3 | Porto Viro        | 19-25, 25-15, 24-26, 25-20, 17-19 |

#### Girone di ritorno
| 14ª Giornata - 30 dicembre 2023 PalaBigi, Reggio nell'Emilia      | Tricolore         | 1 - 3 | Prata             | 20-25, 24-26, 25-21, 19-25        |
| 15ª Giornata - 6 gennaio 2024 PalaCrisafulli, Pordenone           | Prata             | 2 - 3 | Emma Villas       | 23-25, 20-25, 25-20, 25-23, 18-20 |
| 16ª Giornata - 17 gennaio 2024 PalaParenti, Santa Croce sull'Arno | Lupi Santa Croce  | 3 - 0 | Prata             | 34-32, 25-19, 25-22               |
| 17ª Giornata - 20 gennaio 2024 PalaCrisafulli, Pordenone          | Prata             | 3 - 0 | Libertas Brianza  | 26-24, 25-22, 27-25               |
| 18ª Giornata - 27 gennaio 2024 PalaJacazzi, Aversa                | Virtus Aversa     | 0 - 3 | Prata             | 21-25, 23-25, 18-25               |
| 19ª Giornata - 3 febbraio 2024 PalaCrisafulli, Pordenone          | Prata             | 1 - 3 | M&G               | 25-18, 18-25, 27-29, 10-25        |
| 20ª Giornata - 10 febbraio 2024 Palasport Comunale, Ortona        | Impavida Ortona   | 3 - 1 | Prata             | 27-25, 25-17, 16-25, 25-22        |
| 21ª Giornata - 17 febbraio 2024 PalaCrisafulli, Pordenone         | Prata             | 3 - 1 | Pineto            | 28-26, 29-31, 26-24, 25-17        |
| 22ª Giornata - 25 febbraio 2024 PalaSanFilippo, Brescia           | Atlantide Brescia | 3 - 1 | Prata             | 26-28, 25-20, 25-23, 25-21        |
| 23ª Giornata - 2 marzo 2024 PalaCrisafulli, Pordenone             | Prata             | 3 - 2 | Porto Robur Costa | 26-24, 25-19, 15-25, 20-25, 16-14 |
| 24ª Giornata - 10 marzo 2024 PalaGrotte, Castellana Grotte        | New Mater         | 1 - 3 | Prata             | 21-25, 33-31, 15-25, 20-25        |
| 25ª Giornata - 16 marzo 2024 PalaCrisafulli, Pordenone            | Prata             | 3 - 0 | Cuneo             | 27-25, 25-22, 29-27               |
| 26ª Giornata - 24 marzo 2024 Palazzetto dello Sport, Porto Viro   | Porto Viro        | 2 - 3 | Prata             | 25-22, 22-25, 13-25, 25-18, 11-15 |

#### Play-off promozione
| Gara 1 Quarti - 28 marzo 2024 PalaDeAndré, Ravenna       | Porto Robur Costa | 3 - 0 | Prata             | 25-13, 25-16, 25-16               |
| Gara 2 Quarti - 1º aprile 2024 PalaCrisafulli, Pordenone | Prata             | 3 - 2 | Porto Robur Costa | 13-25, 22-25, 25-22, 25-15, 17-15 |
| Gara 3 Quarti - 7 aprile 2024 PalaCosta, Ravenna         | Porto Robur Costa | 3 - 0 | Prata             | 25-19, 25-19, 25-19               |

### Coppa Italia di Serie A2
| Gara 1 ottavi di finale - 13 aprile 2024 PalaCrisafulli, Pordenone | Prata             | 3 - 0 | Virtus Aversa     | 25-13, 25-22, 25-21        |
| Gara 2 ottavi di finale - 21 aprile 2024 PalaJacazzi, Aversa       | Virtus Aversa     | 1 - 3 | Prata             | 25-22, 14-25, 24-26, 20-25 |
| Andata quarti di finale - 1º maggio 2024 PalaCrisafulli, Pordenone | Prata             | 1 - 3 | Porto Robur Costa | 25-20, 22-25, 20-25, 12-25 |
| Ritorno quarti di finale - 5 maggio 2024 PalaDeAndré, Ravenna      | Porto Robur Costa | 3 - 1 | Prata             | 25-16, 26-24, 20-25, 25-17 |

## Statistiche

### Statistiche di squadra
| Competizione             | Punti | In casa | In casa | In casa | In trasferta | In trasferta | In trasferta | Totale | Totale | Totale |
| Competizione             | Punti | G       | V       | P       | G            | V            | P            | G      | V      | P      |
| ------------------------ | ----- | ------- | ------- | ------- | ------------ | ------------ | ------------ | ------ | ------ | ------ |
| Serie A2                 | 50    | 14      | 11      | 3       | 15           | 7            | 8            | 29     | 18     | 11     |
| Coppa Italia di Serie A2 |       | 2       | 1       | 1       | 2            | 1            | 1            | 4      | 2      | 2      |
| Totale                   | -     | 16      | 12      | 4       | 17           | 8            | 9            | 33     | 20     | 13     |

G = partite giocate; V = partite vinte; P = partite perse 

### Statistiche dei giocatori
| Giocatore     | Serie A2 | Serie A2 | Serie A2 | Serie A2 | Serie A2 | Coppa Italia di Serie A2 | Coppa Italia di Serie A2 | Coppa Italia di Serie A2 | Coppa Italia di Serie A2 | Coppa Italia di Serie A2 | Totale | Totale | Totale | Totale | Totale |
| Giocatore     | P        | PT       | AV       | MV       | BV       | P                        | PT                       | AV                       | MV                       | BV                       | P      | PT     | AV     | MV     | BV     |
| ------------- | -------- | -------- | -------- | -------- | -------- | ------------------------ | ------------------------ | ------------------------ | ------------------------ | ------------------------ | ------ | ------ | ------ | ------ | ------ |
| A. Aiello     | 5        | 0        | 0        | 0        | 0        | 2                        | 0                        | 0                        | 0                        | 0                        | 7      | 0      | 0      | 0      | 0      |
| A. Alberini   | 28       | 63       | 18       | 22       | 23       | 2                        | 3                        | 2                        | 1                        | 0                        | 30     | 66     | 20     | 23     | 23     |
| A. Baldazzi   | 28       | 39       | 27       | 4        | 8        | 4                        | 64                       | 41                       | 10                       | 13                       | 32     | 103    | 68     | 14     | 21     |
| G. Bellanova  | 21       | 16       | 4        | 7        | 5        | 3                        | 5                        | 3                        | 1                        | 1                        | 24     | 21     | 7      | 8      | 6      |
| C. De Angelis | 29       | 0        | 0        | 0        | 0        | 4                        | 0                        | 0                        | 0                        | 0                        | 33     | 0      | 0      | 0      | 0      |
| D. Iannaccone | 23       | 26       | 21       | 2        | 3        | 3                        | 18                       | 13                       | 3                        | 2                        | 26     | 44     | 34     | 5      | 5      |
| N. Katalan    | 28       | 198      | 110      | 75       | 13       | 2                        | 13                       | 9                        | 4                        | 0                        | 30     | 211    | 119    | 79     | 13     |
| M. Lucconi    | 29       | 524      | 450      | 37       | 37       | 2                        | 14                       | 14                       | 0                        | 0                        | 31     | 538    | 464    | 37     | 37     |
| A. Pegoraro   | 6        | 5        | 3        | 2        | 0        | 0                        | 0                        | 0                        | 0                        | 0                        | 6      | 5      | 3      | 2      | 0      |
| M. Petráš     | 29       | 356      | 296      | 14       | 46       | 3                        | 25                       | 23                       | 1                        | 1                        | 32     | 381    | 319    | 15     | 47     |
| S. Scopelliti | 29       | 161      | 87       | 68       | 6        | 3                        | 14                       | 8                        | 6                        | 0                        | 32     | 175    | 95     | 74     | 6      |
| J. Terpin     | 28       | 401      | 344      | 35       | 22       | 4                        | 58                       | 50                       | 5                        | 3                        | 32     | 459    | 394    | 40     | 25     |
| R. Truocchio  | 20       | 30       | 23       | 4        | 3        | 4                        | 17                       | 14                       | 2                        | 1                        | 24     | 47     | 37     | 6      | 4      |

P = presenze; PT = punti totali; AV = attacchi vincenti; MV = muri vincenti; BV = battute vincenti